# Darío Jara Saguier
Ramón Darío Jara Saguier (Asunción, 27 de enero de 1930-Asunción, 22 de enero de 2023) fue un futbolista y entrenador paraguayo que se desempeñaba como delantero. Integró la selección paraguaya que disputó la Copa Mundial de 1950, celebrada en Brasil.
El primero de los siete hermanos futbolistas de la familia Jara Saguier, se destacó por su habilidad en el juego aéreo, es considerado uno de los cabeceadores más notables de mediados del siglo XX, destacándose como el máximo goleador del fútbol paraguayo en 1949 y 1950.
Fue el penúltimo sobreviviente de los jugadores que participaron en el Mundial de 1950, pues a su fallecimiento el 22 de enero de 2023, solo seguía con vida el guardameta mexicano Antonio Carbajal.

## Biografía

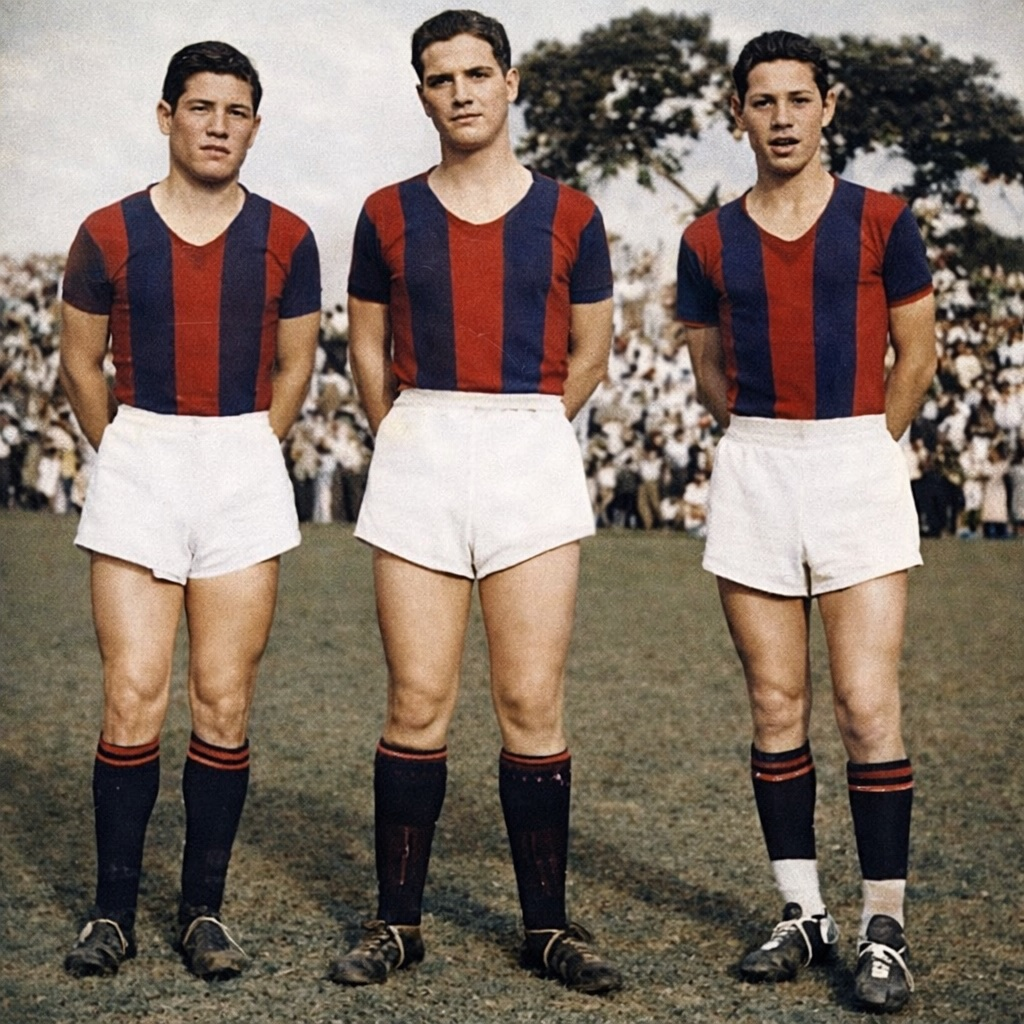
Retrato junto a sus hermanos Enrique (izquierda) y Ángel (derecha) en 1953.

Nacido el 27 de enero de 1930 en el barrio asunceno de Santísima Trinidad, fue el segundo de trece hijos del matrimonio entre Críspulo Jara Román (1894-1953) y Lidia Saguier (1910-1983), y el primero de la famosa dinastía "Jara Saguier" del fútbol paraguayo. Comenzó su carrera en 1946 en Rubio Ñu de su ciudad natal, donde permaneció durante dos años. En sus inicios se desempeñó como volante ofensivo, pero su gran colocación y olfato goleador lo llevó a ocupar el puesto de centro delantero.
En 1948 pasó a formar parte de Cerro Porteño, donde resultó como el goleador del torneo en 1949 con 18 anotaciones. En 1950 consiguió dar su primera vuelta olímpica con Cerro Porteño y fue nuevamente el máximo artillero del torneo, otra vez con 18 goles.
Desde 1950 coincidió con su hermano Enrique en el equipo, y ambos coincideron a su vez con su hermano Toribio en 1952, quien apenas tuvo oportunidades y poco después recaló en Rubio Ñu, donde continuó su carrera. Un año después, su hermano Ángel (el cuarto de la dinastía) llegó al primer equipo de Cerro Porteño y juntos conformaron el tridente que obtuvo el campeonato paraguayo en 1954.
| Equipo                               | Años      |
| ------------------------------------ | --------- |
| Rubio Ñu                             | 1946–1947 |
| Cerro Porteño                        | 1948-1960 |
| General Caballero                    | 1961      |
| Rubio Ñu                             | 1962      |
| Luis Alberto de Herrera (Guarambaré) | 1963      |
| Olimpia de Itauguá                   | 1964      |

En la selección de Paraguay
Su buen rendimiento con Cerro Porteño lo llevó a ser convocado por Manuel Fleitas Solich a la Copa Mundial de 1950, en la cual alineó como titular en los dos juegos que disputó la selección. Sin embargo, una lesión muscular lo privó de asistir al Campeonato Sudamericano de 1953 en Perú.
Formó parte del combinado que inauguró el estadio de Puerto Sajonia en 1956 frente a Brasil.
Carrera como entrenador y dirigente
Darío obtuvo su título de director técnico en la Escuela Nacional de Educación Física (ENEF) en 1958. Desarrolló una prolífica carrera como entrenador y formador, dirigiendo clubes como: Cerro Porteño, Sportivo Trinidense, Rubio Ñu, Resistencia, Recoleta, Cerro Corá, Ameliano, Nacional (categorías inferiores), Luis Alberto de Herrera (Guarambaré), Olimpia de Itauguá, y las selecciones capiateña, itaugüeña y universitaria.
Actividades paralelas
Durante diez años fue profesor de fútbol teórico y práctico en la Escuela Nacional de Educación Física (ENEF), contribuyendo a la formación de nuevas generaciones de entrenadores. También se desempeñó como veedor del Departamento de Árbitros de la Asociación Paraguaya de Fútbol (APF), velando por la calidad y transparencia en el arbitraje nacional.
En el ámbito dirigencial, ocupó el cargo de secretario técnico del Cerro Porteño y fue gerente administrativo del Rubio Ñu. Además, colaboró con la formación de jóvenes futbolistas como asesor de la escuela de fútbol "Cicloncitos". Su experiencia y conocimiento del juego también lo llevaron a incursionar en el periodismo deportivo, tanto como comentarista radial como en medios escritos. En el plano gremial, fue elegido presidente de la Asociación de Técnicos en Fútbol del Paraguay (ATFP), así como de la Mutual de Exjugadores del Cerro Porteño, promoviendo el bienestar y la representación de los profesionales del fútbol.
Vida personal y fallecimiento
Contrajo matrimonio con Magdalena Soljancic, unión de la que surgieron tres hijos: Alicia Beatriz, Carlos Darío y Micaela, quienes le dieron cinco nietos. Falleció el 22 de enero de 2023, a cinco días de su cumpleaños número 93.

## Palmarés

### Jugador
Cerro Porteño
- Plaqueta Millington Drake: 1949, 1950
- División de Honor: 1950, 1954; segundo puesto: 1948, 1951, 1957, 1958, 1959, 1960

Distinciones individuales
- Bota de Oro de Paraguay: 1949 (18 goles), 1950 (18 goles)

### Entrenador
Cerro Porteño
- División de Honor segundo puesto: 1971

Selección de Paraguay
- Mundial Universitario de Fútbol segundo puesto: 1976[4]